# Scorzoneroides autumnalis
Scorzoneroides autumnalis,  es una planta perenne originaria de Eurasia (desde Europa del este hasta el oeste de Siberia), y se introdujo en América del Norte.

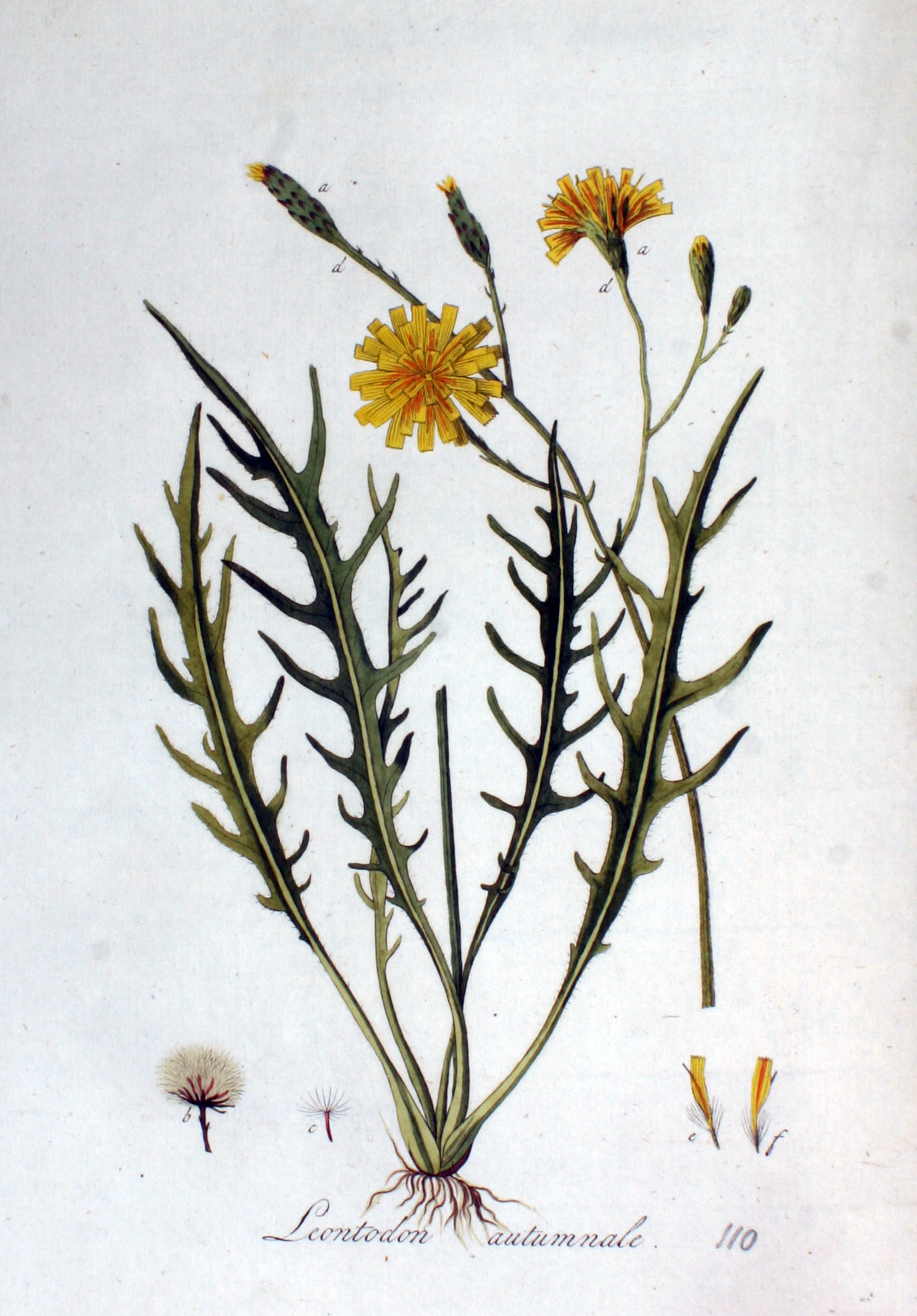
Ilustración

La planta se llama a veces el diente de león de otoño, ya que es muy similar a la del diente de león común (una de las principales diferencias son un tallo ramificado con varias cabezas), pero  los "campos amarillos», producidos por esta planta aparecen mucho más tarde que el de diente de león, hacia el otoño en la Europa del Este.

## Ecología
La mosca Tephritis leontodontis es conocido por atacar a los capítulos de esta planta

## Taxonomía
Scorzoneroides autumnalis fue descrita por (L.) Moench y publicado en Methodus Plantas Horti Botanici et Agri Marburgensis 549. 1794.
Variedad aceptada
- Scorzoneroides autumnalis subsp. borealis (Ball) Greuter

Sinonimia
- Apargia autumnalis (L.) Hoffm.
- Apargia autumnalis var. autumnalis
- Apargia autumnalis subsp. autumnalis
- Apargia taraxaci Hornem.
- Hedypnois autumnalis (L.) Huds.
- Leontodon autumnalis L.
- Leontodon brachyglossus Peterm.
- Leontodon brachysiphon Peterm.
- Leontodon contortus Dumort.
- Leontodon linkii Wallr.
- Leontodon oligocephalus Schur
- Leontodon pinnatifidus Hegi
- Leontodon validus Peterm.
- Oporinia autumnalis (L.) D.Don
- Oporinia runcinata Kitt.
- Picris autumnalis (L.) All.
- Scorzonera autumnalis (L.) Lam.
- Scorzoneroides autumnalis var. autumnalis
- Scorzoneroides autumnalis subsp. autumnalis
- Virea autumnalis (L.) Gray
- Virea autumnalis var. autumnalis[8][9]